# شلوار قمیض
شلوار قمیض پوشاکی رایج در جنوب آسیا (شبه‌قارهٔ هند) و آسیای مرکزی است. لفظ شلوار همان شلوار فارسی است و قمیض از قميص عربی به معنی پیراهن گرفته شده است. بنابراین شلوار قمیض روی‌هم‌رفته به معنای «شلوار و پیراهن» است و به نوع خاصی از شلوار گفته نمی‌شود.
لفظ شلوار قمیض بیشتر در پاکستان کاربرد دارد و در افغانستان از اصطلاح پیراهن و تنبان استفاده می‌شود.

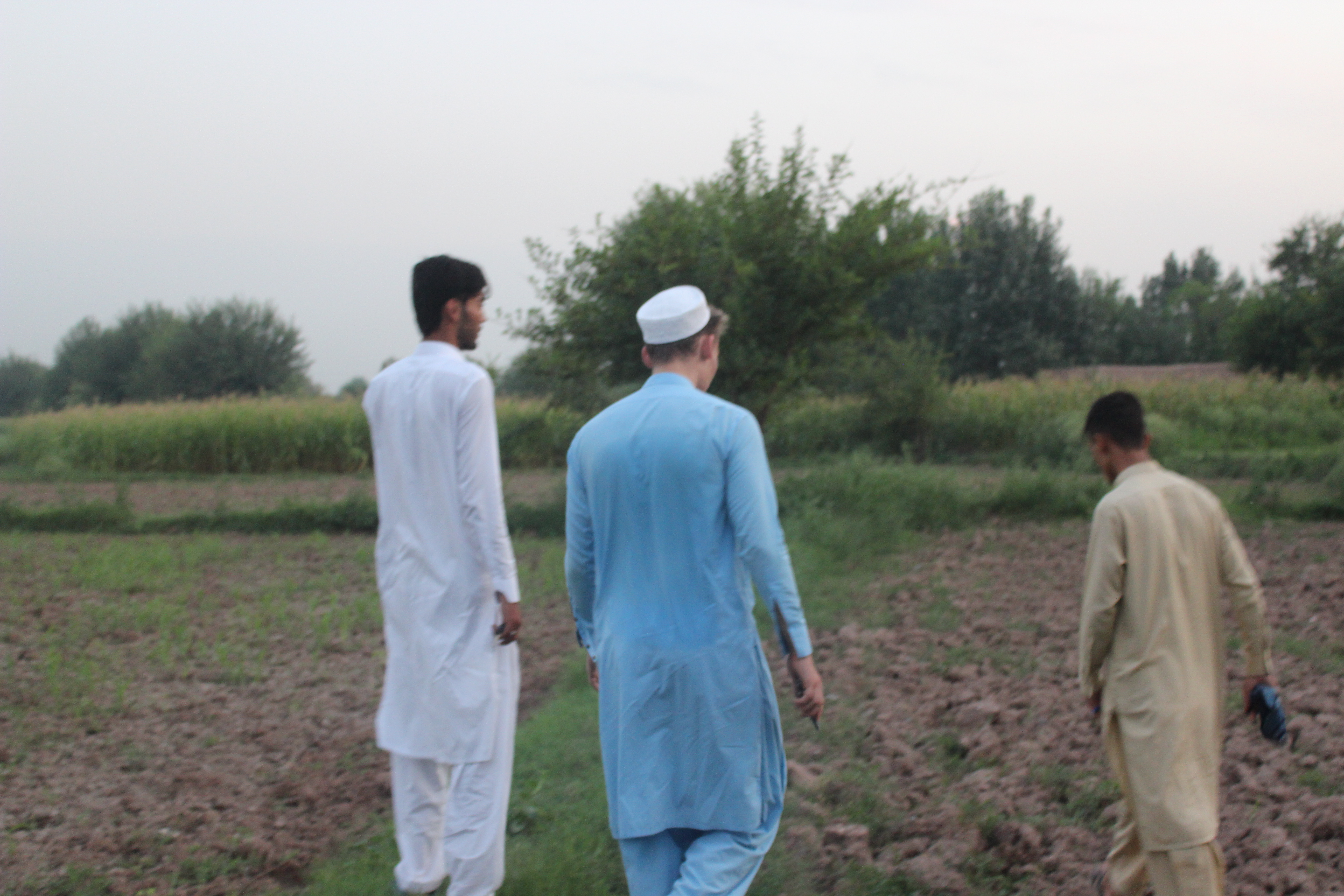
شلوار قمیض مردانه
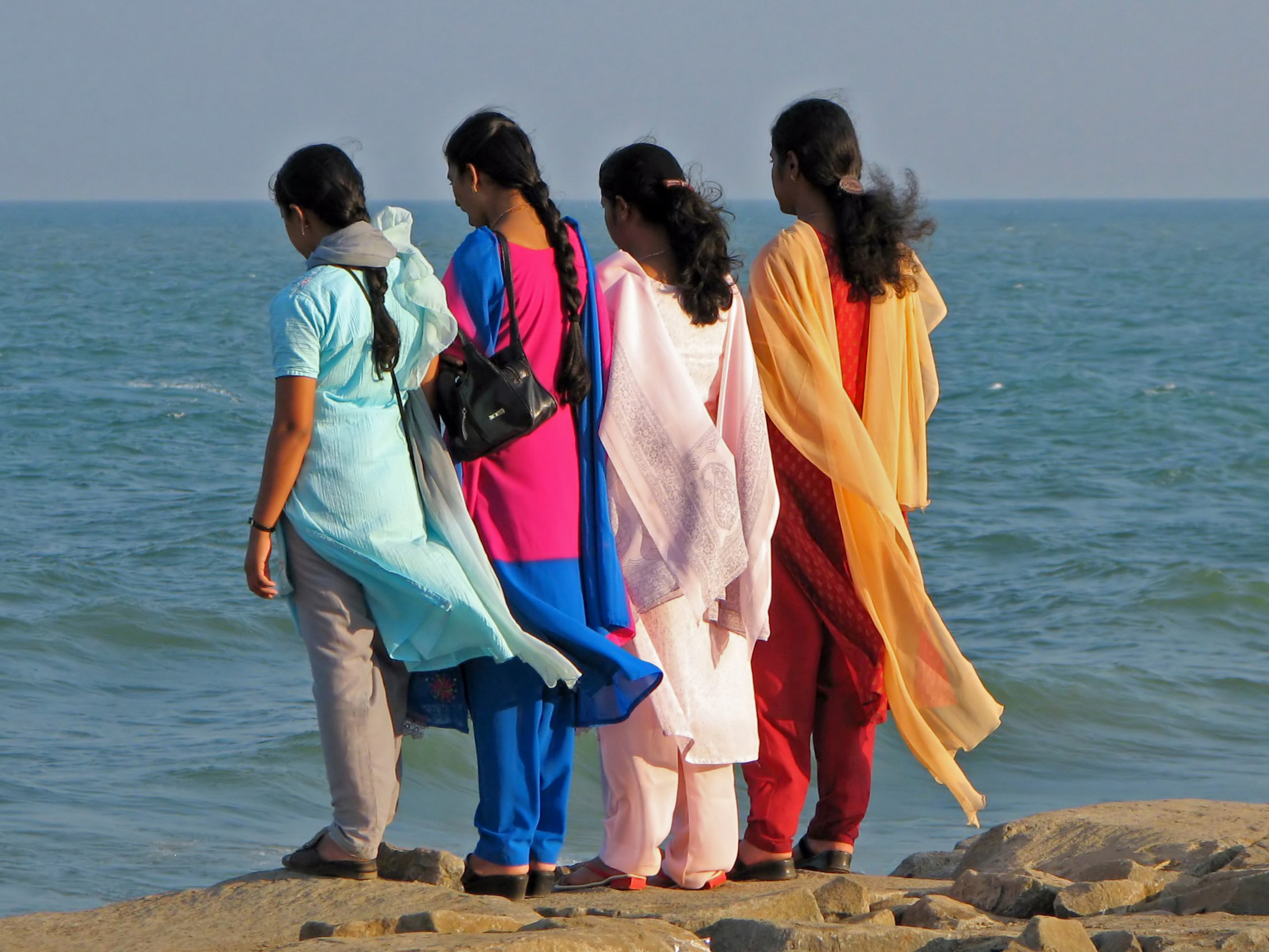
شلوار قمیض زنانه